# Samareitikon
Samareitikon ist die Bezeichnung für die griechische Übersetzung des Samaritanischen Pentateuchs.
Das Samareitikon ist lediglich aus Randbemerkungen in anderen Handschriften und Zitaten bei Origenes erhalten. Wie S. Kohn gezeigt hat, zeigen diese Stellen Abhängigkeiten vom samaritanischen Targum. P. Glaue und A. Rahlfs deuteten Fragmente eines Pergamentkodex aus Antinoupolis mit Teilen aus Deuteronomium 24–29  ebenfalls als Reste des Samareitikon. Auffällig ist eine Variante in Dtn 27,4ff. . In diesen Versen fordert Mose die Israeliten zum Bau eines Altars nach der Überquerung des Jordans auf. Während der masoretische Text und die Septuaginta „Berg Ebal“ lesen, haben Samaritanischer Pentateuch und Samareitikon „αργαρζιμ“, also Berg Garizim, wo sich das Heiligtum der Samaritaner befindet. Nach Emanuel Tov handelt es sich dennoch lediglich um eine frühe Revision des Septuaginta-Textes, wobei es sich dabei auch um eine samaritanische Bearbeitung der Septuaginta handeln könnte. Diese These wird eventuell gestützt durch die Textfassung einer in Thessaloniki gefundenen Inschrift mit dem aaronitischen Segen Num 6,22–27  in einer im 4. Jahrhundert erbauten samaritanischen Synagoge.